# Théodore-Joseph Gravez
Pour les articles homonymes, voir Gravez.
Théodore-Joseph Gravez, né le 10 septembre 1810 à Sivry dans le Hainaut et mort le 16 juillet 1883 à Namur (Belgique), était un prêtre belge du diocèse de Tournai, nommé vingt-deuxième évêque de Namur en 1867. Il le fut jusqu’à sa mort en 1883.

## Biographie

### Famille
Théodore Joseph Gravez est le fils de Jean Joseph Gravez, clapteur et de Emerante Meurant, couturière.

### Formation et début de carrière
Après des études secondaires aux collèges de Binche et de Soignies, il suit, à partir de 1825, le cours de philosophie auprès des bénédictins anglais en exil à Douai (France).
À 21 ans il est séminariste au grand séminaire de Malines. Il est ordonné prêtre le 20 décembre 1834. La formation théologique préparatoire au sacerdoce est complétée par une licence en théologie à l’université catholique de Louvain. En 1839 Gravez est envoyé enseigner la philosophie au petit séminaire de Bonne-Espérance, puis, à partir de 1842, la théologie dogmatique au grand séminaire de Tournai. Chanoine honoraire en 1844 il est nommé doyen de Mons en 1851. 
En 1867 il accompagne à Rome le nouvellement nommé archevêque de Malines, Victor-Auguste Dechamps. Gravez en revient avec le titre de « protonotaire apostolique », et en fait, quelques semaines plus tard, le 8 décembre 1867, sa nomination comme 22e évêque de Namur est rendue publique.

### Évêque de Namur
Lors de sa consécration épiscopale (2 février 1868), Gravez se présente, dans son homélie, comme un « défenseur de la foi ». Il allait en effet s’affirmer comme le champion des droits de Dieu et de l’Église en Belgique. Il commence son ministère épiscopal par une visite systématique de toutes les paroisses de son vaste diocèse, souhaitant mieux connaître son clergé et ses fidèles. 
Ces visites sont interrompues lorsqu’il doit se rendre à Rome en novembre 1869 pour y participer au concile Vatican I, dont la première session s’ouvre le 8 décembre 1869. Bon théologien, il est un fervent partisan de la doctrine de l’infaillibilité pontificale. L’adoption de ce dogme controversé est même l’occasion d’une célébration solennelle à Namur le 15 août 1870, durant laquelle Gravez demande que l’on prie pour le pape Pie IX, fort isolé au Vatican. Il encourage l’enrôlement des jeunes de son diocèse parmi les zouaves pontificaux. 
Après la chute des états pontificaux (1870) il organise des pèlerinages aux différents sanctuaires mariaux du diocèse afin d’y prier « pour la délivrance du pape Pie IX, pontife et roi ».

### Lutte pour l’enseignement catholique
En Belgique, ses mandements épiscopaux soulignent sans cesse les dangers que court la foi chrétienne: la mauvaise presse, les idées libérales, l’ignorance religieuse, la négligence du devoir dominical, etc. Il est particulièrement engagé dans la lutte contre le projet d’enseignement officiel présenté au parlement belge en 1879. Le mandement de Carême de la conférence des évêques belges, publié lorsque le vote à la Chambre des députés s’avère imminent, est inspiré par Gravez : « […] attentat à la foi, à la piété et aux droits religieux des fidèles belges. Les fidèles ne peuvent en aucune manière soutenir pareilles écoles ni les laisser fréquenter par leurs enfants ». La loi passe à une infime majorité. 
Immédiatement Gravez organise la résistance. Son « Œuvre des écoles catholiques » coordonne les efforts pour soutenir et entretenir les écoles catholiques. On annonce l’ouverture de 421 écoles catholiques en 329 communes du pays. En effet, grâce à la générosité des catholiques répondant à l’appel lancé, à l’engagement des communautés religieuses et des paroisses, quelque 589 nouvelles écoles sont ouvertes en date du 4 novembre 1879, avec 836 instituteurs et institutrices. 
Secondé par Charles Pirard (1826-1896) Gravez est l’âme de la résistance. Ses mandements épiscopaux des années suivantes rappellent encore l’obligation de soutenir l’école catholique. Dans son diocèse c’est un succès: près de 80 % des élèves suivent l’enseignement catholique. Le ton de ses  mandements est tel que Léon XIII doit lui conseiller une « plus grande clémence ». Pas d’ukase cependant: les enfants qui fréquentent l’enseignement officiel sont toujours admis au catéchisme paroissial. Bien au contraire, Gravez invite ses curés à ce que davantage d’attention soit donné à leur formation et instruction religieuse.
En 1883, sa santé déclinant rapidement, il demande à Léon XIII l’assistance d’un évêque coadjuteur. Pierre-Lambert Goossens est nommé et consacré évêque le 24 juin 1883. La lettre par laquelle Gravez annonce cette nomination sera sa dernière. Il meurt à Namur le 16 juillet 1883.

## Armes
D'azur à la fleur de lis florencée d'argent accompagnée de douze étoiles d'or posées en cercle.

## Ecrits
Vie du grand Saint Hubert à la Cour, au désert et sur le Siège épiscopal de Tongres, Namur, imprimerie Picard-Balon, 12 septembre 1870., 28 p.